# Krasne (gromada w powiecie rzeszowskim)
Krasne – dawna gromada, czyli najmniejsza jednostka podziału terytorialnego Polskiej Rzeczypospolitej Ludowej w latach 1954–1972.
Gromady, z gromadzkimi radami narodowymi (GRN) jako organami władzy najniższego stopnia na wsi, funkcjonowały od reformy reorganizującej administrację wiejską przeprowadzonej jesienią 1954 do momentu ich zniesienia z dniem 1 stycznia 1973, tym samym wypierając organizację gminną w latach 1954–1972.
Gromadę Krasne z siedzibą GRN w Krasnem utworzono – jako jedną z 8759 gromad na obszarze Polski – w powiecie rzeszowskim w woj. rzeszowskim na mocy uchwały nr 32/54 WRN w Rzeszowie z dnia 5 października 1954. W skład jednostki wszedł obszar dotychczasowej gromady Krasne (bez przysiółka Brzezów) ze zniesionej gminy Słocina w tymże powiecie. Dla gromady ustalono 21 członków gromadzkiej rady narodowej.
31 grudnia 1961 do gromady Krasne włączono obszar zniesionej gromady Malawa w tymże powiecie.
Gromada przetrwała do końca 1972 roku, czyli do kolejnej reformy gminnej.  1 stycznia 1973 w powiecie rzeszowskim utworzono gminę Krasne.